# Xã Carroll, Quận Platte, Missouri
Xã Carroll (tiếng Anh: Carroll Township) là một xã thuộc quận Platte, tiểu bang Missouri, Hoa Kỳ. Năm 2010, dân số của xã này là 14.970 người.